# Familia en venta
Familia en venta es una serie colombiana producida por Fox Internacional Channel en coproducción con Fox Telecolombia para Mundo Fox en 2014. está protagonizada por Roselyn Sánchez, Carlos Espejel, Angie Cepeda, Christian Meier, Carmen Aub y Cristian Duque.  
Su primera y única temporada consta de 13 capítulos de una hora. Familia en venta se estrenó 10 de agosto de 2014, en el canal Mundo Fox.

## Sinopsis
Después de 15 años de matrimonio, y hartos de una relación que se convirtió en una pesadilla, Pipo y Lili inician un proceso de divorcio. Pero sus sueños de una nueva vida se ven frustrados cuando la crisis del mercado inmobiliario les impide vender la casa en la que viven. No queda otra solución que seguir viviendo con sus dos hijos y un abuelo totalmente loco, mientras intentan rehacer sus vidas como si estuvieran solteros de nuevo.

## Reparto
- Roselyn Sánchez - Liliana "Lili" de Sabatier
- Carlos Espejel - Pipo Sabatier
- Angie Cepeda - Vera
- Christian Meier - Santiago
- Carmen Aub - Matilda Sabatier
- Germán Quintero - Don Simón
- Katia del Pino - Nicanora "Nikita"
- Cristian David Duque - Iggy Sabatier
- Samara de Córdova - Doña Soraya
- Sebastián Rendón - Ciro
- Juan Camilo Henao - Jota